# Селайна (Нью-Йорк)
Селайна (англ. Salina) — місто (англ. town) в США, в окрузі Онондага штату Нью-Йорк. Населення — 33 223 особи (2020).

## Демографія
Згідно з переписом 2010 року, у місті мешкало 33 710 осіб у 14 999 домогосподарствах у складі 8687 родин. Було 15752 помешкання
Расовий склад населення:
| - 90,2 % — білих - 4,0 % — чорних або афроамериканців - 2,2 % — азіатів - 0,6 % — корінних американців |

До двох чи більше рас належало 2,3 %. Частка іспаномовних становила 2,8 % від усіх жителів.
За віковим діапазоном населення розподілялося таким чином: 19,8 % — особи молодші 18 років, 62,0 % — особи у віці 18—64 років, 18,2 % — особи у віці 65 років та старші. Медіана віку мешканця становила 41,9 року. На 100 осіб жіночої статі у місті припадало 90,4 чоловіків;  на 100 жінок у віці від 18 років та старших — 87,0 чоловіків також старших 18 років.
Середній дохід на одне домашнє господарство  становив 66 440 доларів США (медіана — 53 708), а середній дохід на одну сім'ю — 79 238 доларів (медіана — 64 114). Медіана доходів становила 46 577 доларів для чоловіків та 40 977 доларів для жінок. За межею бідності перебувало 10,7 % осіб, у тому числі 16,5 % дітей у віці до 18 років та 7,1 % осіб у віці 65 років та старших.
Цивільне працевлаштоване населення становило 17 030 осіб. Основні галузі зайнятості: освіта, охорона здоров'я та соціальна допомога — 26,7 %, роздрібна торгівля — 11,3 %, науковці, спеціалісти, менеджери — 10,6 %, мистецтво, розваги та відпочинок — 10,3 %.